# Torsten Bachmann (Journalist)
Torsten Bachmann (* 1970 in Hannover) ist ein deutscher Journalist und Sachbuch-Autor.

## Leben
Torsten Bachmann studierte Wirtschaftswissenschaften mit Abschluss Diplom-Kaufmann. Anschließend war er als Kundenbetreuer in zwei Unternehmen, als Dozent für das Fach Wirtschaft und als Redakteur eines hannoverschen Verlags tätig. Er arbeitet als freier Journalist und veröffentlichte mehrere Sachbücher zur Stadtgeschichte Hannovers und des Stadtteils Linden.

## Schriften (Auswahl)
- Linden. Streifzüge durch die Geschichte, Sutton, Erfurt 2012, ISBN 978-3-95400-112-5; Inhaltsverzeichnis
- Linden. Eine fotografische Zeitreise, Sutton, Erfurt 2014, ISBN 978-3-95400-408-9; Inhaltsverzeichnis[3]
- Linden. Neue Streifzüge durch die Geschichte, Sutton, Erfurt 2015, ISBN 978-3-95400-608-3; Inhaltsverzeichnis
- Ahlem, Badenstedt und Davenstedt. Streifzüge durch die Geschichte, Sutton, Erfurt 2015, ISBN 978-3-95400-621-2; Inhaltsverzeichnis[4]
- Der Flughafen Hannover. Eine Zeitreise in Bildern, Sutton, Erfurt 2017, ISBN 978-3-95400-861-2;Inhaltsverzeichnis[5]